# Lassi
Pour les articles ayant des titres homophones, voir Lassie, Lassy et Lacy.
Cet article possède un paronyme, voir LAsi.

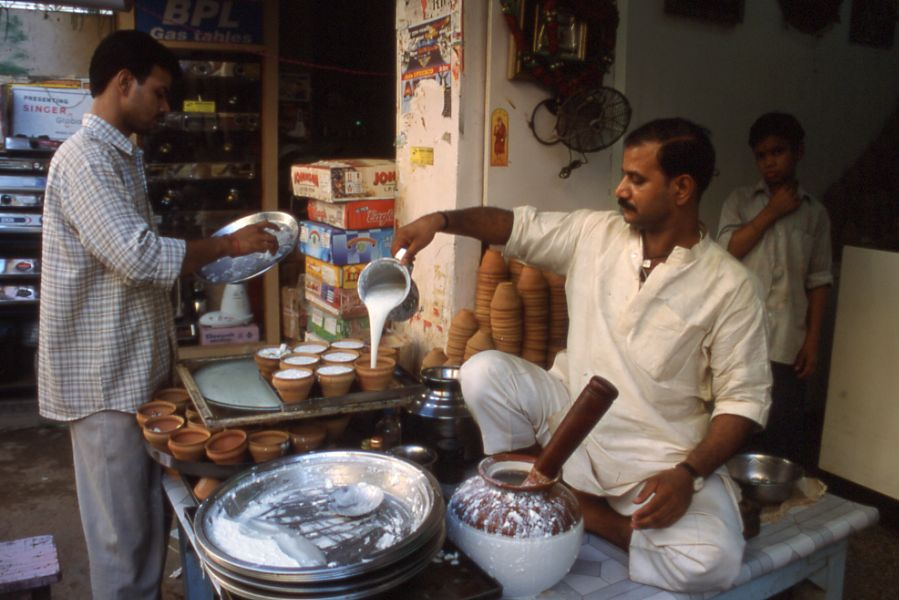
Du lassi versé dans un kulhar. Vente de rue à Bénarès.

Le lassi (du hindi : लस्सी, lassī) est une boisson traditionnelle à base de lait fermenté (yaourt) du sous-continent indien, et un aliment de base dans la région du Pendjab.

## Étymologie
Le terme « lassi » est dérivé du mot sanskrit lasika (लसिका) qui signifie « séreux » ou ressemblant à la salive.

## Préparation
Le breuvage peut être obtenu de plusieurs façons, soit directement par brassage de dahi (yaourt) avec de l'eau à parts égales, soit par barattage du dahi, ou encore préparé avec du lait écrémé, ou partiellement écrémé, mis à fermenter avec une culture bactérienne comprenant des  leuconostoques pour la saveur.
Le lassi se décline en plusieurs variantes : nature, salée, épicée ou sucrée, cette dernière étant souvent aromatisée, par exemple à la rose, au citron, à la framboise ou à la mangue. Au Pakistan, le lassi est le plus souvent consommé en dehors des repas, mais il est aussi apprécié comme un moyen d'apaiser le feu des mets épicés qu'il accompagne.
Il existe également[pas clair] une préparation à base de bhang, qui produit des effets similaires aux autres formes de cannabis.